# Rein Groenendaal
Rein Groenendaal (né le 24 avril 1951 à Sint Michielsgestel) est un coureur cycliste néerlandais. Spécialisé en cyclo-cross, il est champion des Pays-Bas en 1985. Son fils Richard est notamment champion du monde de cyclo-cross en 2000.

## Palmarès
- 1982
  - Duinencross
  - 9e du championnat du monde de cyclo-cross
- 1983
  - 4e du championnat du monde de cyclo-cross
- 1984
  - 6e du championnat du monde de cyclo-cross
- 1985
  -  Champion des Pays-Bas de cyclo-cross
  - 4e du championnat du monde de cyclo-cross
- 1986
  - 4e du championnat du monde de cyclo-cross
- 1987
  - Duinencross
  - 7e du championnat du monde de cyclo-cross